# Édouard Prisse
Pour les autres membres de cette famille, voir Famille Prisse et pour les homonymes, voir Prisse.
Le baron Édouard Prisse, né le 26 août 1814 à Maastricht, et mort le 21 novembre 1907 à Liège, est un ingénieur belge connu pour son rôle dans la création et l'extension du réseau des chemins de fer de la Belgique.

## Biographie
Édouard Prisse est né le 26 août 1814 à Maestricht. Il est le fils du général Albert Prisse et le beau frère d'Émile de Laveleye époux de sa sœur, Marie Esther Prisse (1826-1907).
Il devient ingénieur des Chemins de fer de l'État belge de 1841 à 1862, puis il préside aux chemins de fer du pays de Waes de 1862 à 1887.
Il eut également une importante activité dans des sociétés religieuses protestantes et devint membre du comité administratif de l'Église chrétienne missionnaire belge dès 1853, il en devint président de 1864 à 1890 et en fut plusieurs fois président du comité synodal.
Il existe de lui un portrait par Jacques de Lalaing.